# Ceviche
Ceviche (også stavet cebiche, seviche eller cevice) er en kold fiskesalat, der ofte består af frisk søtunge, rejer eller blæksprutte marineret med engelsk sovs, lime, koriander og løg. Retten er populær i de latinamerikanske lande, ingredienserne varierer efter region. Stammer fra Vicekongedømmet i Peru. En teori mener, at retten har fået navnet fra sproget quechua "siwichi". 
| Mad og drikke | Spire Denne artikel om mad og drikke er en spire som bør udbygges. Du er velkommen til at hjælpe Wikipedia ved at udvide den. |